# 大阪大学大学院薬学研究科・薬学部
大阪大学大学院薬学研究科（おおさかだいがくだいがくいんやくがくけんきゅうか、英語: Graduate School of Pharmaceutical Sciences, The University of Osaka）は、大阪大学大学院に設置される研究科の一つである。
大阪大学薬学部（おおさかだいがくやくがくぶ、英語: School of Pharmaceutical Sciences, The University of Osaka）は、大阪大学に設置される学部の一つである。

## 概要
大阪大学大学院薬学研究科は、大阪薬学専門学校を前身とし、1953年に設立された大阪大学の大学院研究科であり、1955年には旧制帝国大学初の薬学部が、医学部から独立する形で設立された。
薬学部は、6年制の薬学科の1学科制で、大学院との10年一貫研究教育である先進研究コースと、大阪大学Pharm.Dコース、薬学研究コースに分かれている。
大学院は、4年制の薬科学科を基礎とする創成薬学専攻（前期2年、後期3年）と、6年制の薬学科を基礎とする医療薬学専攻（4年制博士課程）に分かれている。
薬学研究科附属として、薬用植物園、実践薬学教育研究センター、創薬センター、化合物ライブラリー・スクリーニングセンターがある。

## 研究室
化学薬学領域
- 高分子化学分野
- 薬品製造化学分野
- 分子生物学分野
- 生物有機化学分野
- 生体構造機能分析学分野
- 天然物創薬学分野

生命薬学領域
- 細胞生理学分野
- 量子生命情報薬学分野
- 生体応答制御学分野
- 再生適応学分野

医療・衛生薬学領域
- 毒性学分野
- 神経薬理学分野
- 薬剤学分野
- 臨床薬効解析学分野
- 医療薬学分野
- 臨床薬理学分野

## 沿革
- 1949年5月 - 医学部に薬学科を設置[1]。
- 1953年4月 - 大学院薬学研究科を設置。薬品化学専攻、応用薬学専攻を開設[1]。
- 1954年9月 - 薬化学、薬品製造学、薬品分析学、生薬学、衛生化学、薬剤学、薬物学の7講座による講座制を施行[1]。
- 1955年7月 - 薬学部薬学科として医学部から独立[1]。
- 1958年4月 - 薬学部に生物薬品化学講座を新設[1]。
- 1962年4月 - 製薬化学科を新設。薬品製造学講座の1講座体制[1]。
- 1963年4月 - 製薬化学科に微生物薬品化学講座、薬品物理化学講座を新設[1]。
- 1964年4月 - 製薬化学科に生薬化学講座、薬品合成化学講座を新設[1]。
- 1965年4月 - 製薬化学科に薬品製造工学講座を新設[1]。
- 1974年4月 - 薬学部に附属薬用植物園を設置[1]。
- 1975年4月 - 吹田キャンパスへ移転[1]。
- 1992年4月 - 大学院薬学研究科に独立専攻として環境生物薬学専攻を設置[1]。
- 1998年4月 - 薬学部を総合薬学科の1学科に改組。大学院重点化により、大学院薬学研究科を分子薬科学専攻、応用医療薬科学専攻、生命情報環境科学専攻の3専攻に改組[1]。
- 1999年4月 - 薬用植物園を学部附属から大学院附属に変更[1]。
- 2006年4月 - 薬学部を6年制の薬学科と、4年制の薬科学科に改組。附属実践薬学教育研究センターを設置[1]。
- 2008年3月 - 附属創薬教育センター（現：附属創薬センター）を設置[1]。
- 2010年4月 - 大学院薬学研究科博士前期課程を、4年制の薬科学科を基礎とする修士課程創成薬学専攻に改組[1][2]。
- 2012年4月 - 大学院薬学研究科に創成薬学専攻の博士課程と、6年制の薬学科を基礎とする医療薬学専攻の博士課程を設置[1][2]。
- 2015年5月 - 附属薬学地域医療教育研究センターを設置[1]。
- 2017年7月 - 附属化合物ライブラリー・スクリーニングセンターを設置[1]。
- 2019年4月 - 薬科学科の募集を停止[1]。
- 2021年4月 - 附属薬学地域医療教育研究センターを附属実践薬学教育研究センターに統合[1]。

## 著名な出身者
- 佐伯とも子 - 元特許庁医療審査長、東京工業大学名誉教授
- 赤井周司 - 化学者、大阪大学教授
- 石野良純 - 生物学者、九州大学教授、日本農芸化学会賞、日本医療研究開発大賞文部科学大臣賞
- 角永武夫 - 生物学者、元大阪大学教授、大阪科学賞
- 清木元治 - 生物学者、東京大学名誉教授、紫綬褒章、高松宮妃癌研究基金学術賞、日本癌学会吉田富三賞
- 寺西忠幸 - キリン堂創業者